# 一柳直敬
一柳 直敬（ひとつやなぎ なおよし）は、江戸時代の旗本。旗本寄合席一柳家（播磨高木陣屋5000石）の当主。能書家としても知られた。

## 経歴
一柳直郷の三男として生まれるが、兄2人が夭折したため家督を継ぐ。篤学の人であり、能書家として知られたという。
従五位下近江守に叙任された。文政10年（1827年）時点では甲府勤番支配を務めている（相役は板倉勝昇）
文政12年（1829年）、甲斐国田中陣屋（現在の山梨県山梨市一町田中、田安家の陣屋）に日吉神社神主が撰した「節婦之碑」の碑文を書した。この碑は享保13年（1728年）の日川の洪水の際、老いた姑を背負って避難させ、次いで寝たきりの夫を背負って避難しようとして濁流に流された「栗」という女性を顕彰するものである。この石碑は1907年（明治40年）の大水害で流されてしまったが、1930年（昭和5年）に山梨県女子師範学校校長久米卯之彦が「女子教育の素材」として碑文の原文を模して山梨高等女学校（現在の山梨県立山梨高等学校）に建てたものが現存している。
昭和初期に一柳一族の事績をまとめた一柳貞吉『一柳家史紀要』によれば、「臣下を薫陶し、領地を開拓し、水利を治する」などの功績があったという。